# David Coulthard
David Marshall Coulthard, detto Dave (Twynholm, 27 marzo 1971), è un ex pilota automobilistico britannico, vicecampione di Formula 1 nel 2001.
Dopo una proficua carriera nelle formule minori, fece il suo esordio nella massima serie automobilistica nel 1994 e vi rimase fino al 2008. Nel corso della sua carriera ha corso per Williams, McLaren e Red Bull, vincendo 13 Gran Premi. Oltre che in Formula 1 Coulthard ha corso anche nel DTM per alcune stagioni, pur senza cogliere grandi risultati e conta anche una partecipazione alla 24 Ore di Le Mans.
Ritenuto un buon collaudatore, seppure non tra i migliori, aveva, soprattutto nel periodo in cui gareggiava nelle categorie minori, uno stile di guida molto particolare, che gli permetteva di avere una maggiore accelerazione in uscita di curva. Secondo diversi commentatori, però, durante la sua carriera non riuscì mai a esprimere completamente le proprie qualità. Il suo soprannome è DC, usato dai commentatori inglesi durante le telecronache.
Con le sue 13 vittorie Coulthard è uno dei piloti che ha vinto più gran premi in Formula 1 senza aver mai conquistato il titolo mondiale, secondo solo alle 16 vittorie di Stirling Moss.

## Carriera

### Le formule minori

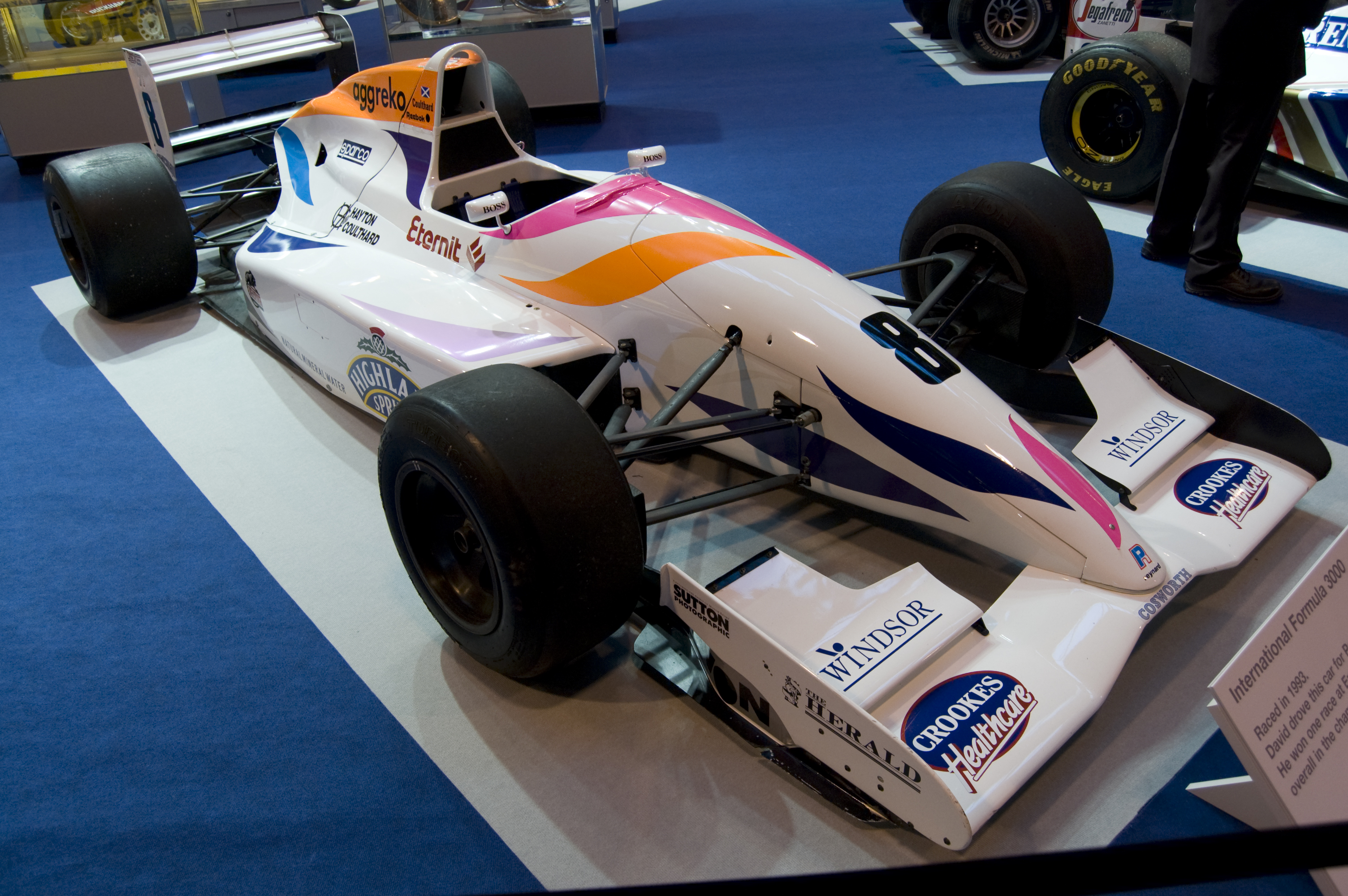
La Raynard del team Pacific che Coulthard utilizzò durante la stagione 1993 di Formula 3000

Proveniente dalla regione scozzese di Dumfries, Coulthard cominciò a gareggiare con i kart all'età di otto anni, ottenendo diversi successi nelle gare nazionali e vincendo il titolo di campione di Scozia.
Nel 1988 passò quindi alla Formula Ford, in cui dominò il campionato britannico 1989 e concluse, sempre nello stesso anno, al terzo posto nel Formula Ford Festival. Nel 1990 era tra i principali pretendenti al titolo, ma sul circuito di Spa-Francorchamps fu protagonista di un incidente in cui riportò la frattura di una gamba, fatto che lo costrinse a fermarsi per il resto della stagione, ma ebbe comunque la possibilità di svolgere il suo primo test su una vettura di Formula 1, guidando una McLaren. L'anno successivo disputò il campionato di Formula 3, lottando a lungo per la conquista del titolo con Rubens Barrichello. Il brasiliano ebbe la meglio, ma lo scozzese riuscì comunque a vincere il Gran Premio di Macao.
Ottenne quindi un contratto con il team PSR per disputare la stagione 1992 del campionato Internazionale di Formula 3000. La scarsa competitività della vettura, però, limitò le prestazioni del pilota che ottenne due podi e concluse al nono posto in classifica. Sempre nel 1992, Coulthard testerà la Benetton B192 nel circuito di Estoril. Nel 1993 passò invece alla Pacific e vinse la sua prima corsa, terminando in terza posizione in campionato, dietro a Olivier Panis e Pedro Lamy. Contemporaneamente prese parte alla 24 Ore di Le Mans; l'equipaggio, giunto primo nella classe GT, venne però squalificato.

### Formula 1

#### 1993-1995: Williams

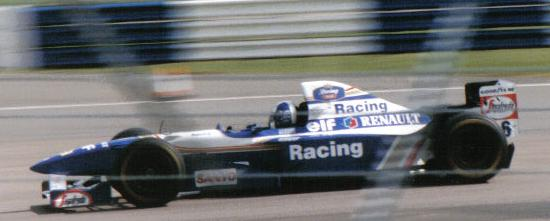
David Coulthard al volante della Williams nel 1995

Nel 1993 divenne anche tester per la scuderia Williams.
Nel 1994 Coulthard mantenne il suo ruolo di collaudatore nel team inglese, ma la morte di Ayrton Senna al Gran Premio di San Marino gli permise di disputare diverse gare durante la stagione. Frank Williams cercava infatti un pilota disposto ad accettare un contratto a termine e, dopo il rifiuto di Derek Warwick, si rivolse allo scozzese, che accettò l'offerta. Dopo un ritiro in Spagna, ottenne i suoi primi punti iridati in Canada, concludendo quinto. Sostituito da Nigel Mansell al Gran Premio di Francia tornò a correre a partire dalla gara in Gran Bretagna e ottenne il suo miglior risultato stagionale in Portogallo, concludendo secondo alle spalle di Damon Hill. Nelle ultime tre corse lasciò quindi nuovamente il posto all'inglese e terminò il campionato ottavo.
La Williams lo ingaggiò come pilota ufficiale anche per il 1995, anno in cui giunse terzo nel mondiale dietro a Michael Schumacher e al compagno di squadra Damon Hill. Sempre nel 1995 ottenne la sua prima vittoria in Formula 1 nel Gran Premio del Portogallo.

#### 1996-2004: McLaren

Coulthard mostra il trofeo al termine del vittorioso Gran Premio d'Italia 1997

Nel 1996 Coulthard si trasferì alla McLaren motorizzata Mercedes che veniva da anni di scarsi risultati; durante questa stagione lo scozzese si rese protagonista di un fatto curioso quando, rimasto senza casco al Gran Premio di Monaco, disputò la gara con uno prestatogli da Michael Schumacher, arrivando tra l'altro al podio. Insieme al compagno di squadra Mika Häkkinen portò la McLaren a essere la vettura dominante nelle stagioni 1998 e 1999, ma fu il finlandese a laurearsi per due volte campione del mondo battendo i piloti della Ferrari Eddie Irvine e Michael Schumacher. La stagione 1998 fu inoltre macchiata da un controverso incidente nel Gran Premio del Belgio, quando lo scozzese, doppiato, fu tamponato da Michael Schumacher, che era al comando della corsa. Il tedesco accusò Coulthard di aver rallentato apposta per causare la collisione, mentre la responsabilità dell'incidente (ma non l'intenzionalità) fu ammessa dallo scozzese solo cinque anni dopo.
Il 2000 fu un'altra stagione con gli stessi protagonisti, ma questa volta furono Michael Schumacher e la Ferrari a conquistare il titolo. Lo scozzese si rese però protagonista di ottime gare, come il Gran Premio di Francia, che vinse dopo aver effettuato due bei sorpassi su Barrichello e Michael Schumacher e si aggiudicò comunque tre vittorie.
Nel 2001 la Ferrari si dimostrò irraggiungibile sul piano delle prestazioni; ciononostante Coulthard riuscì a vincere due gran premi e a ottenere il suo miglior risultato in carriera, giungendo secondo in campionato, pur molto distanziato dal campione del mondo Michael Schumacher.

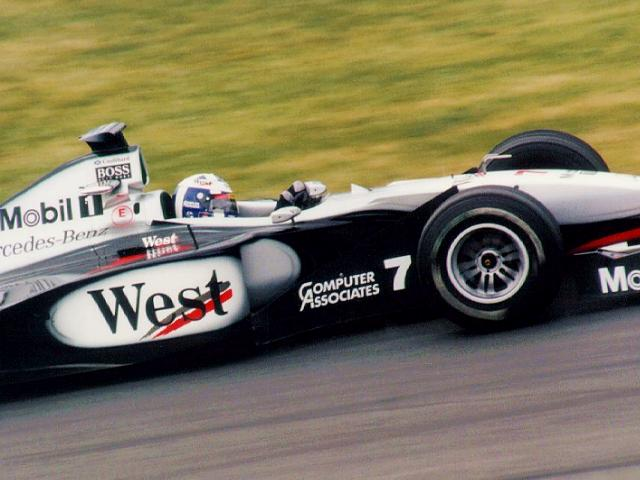
Coulthard su McLaren nel 1998

Nel 2002 la superiorità della Ferrari fu ancora più netta e la McLaren risultò anche meno competitiva della Williams; Coulthard si dovette accontentare del quinto posto nella classifica finale, vincendo però il Gran Premio di Monaco. Il 2003 iniziò bene per Coulthard, che si aggiudicò il Gran Premio d'Australia; nel prosieguo della stagione, però, il pilota scozzese fu nettamente battuto dal compagno di squadra Kimi Räikkönen, anche a causa del nuovo metodo di qualifica sul giro singolo, che mal si adattava al suo stile di guida. Coulthard concluse il campionato in settima posizione, ottenendo solo due piazzamenti sul podio dopo la prima gara.
La stagione 2004 fu ancora peggiore: la McLaren sbagliò completamente il progetto della vettura, che si rivelò lenta e scarsamente affidabile; la situazione migliorò nettamente dopo il Gran Premio di Francia, quando la scuderia inglese introdusse una "versione B" della propria monoposto, ma nonostante questo il pilota scozzese non riuscì a salire sul podio neanche una volta, concludendo il Campionato al decimo posto.

#### 2005-2009: Red Bull
Nel 2005 fu sostituito alla McLaren da Juan Pablo Montoya, dopo ben nove stagioni nel team inglese. Coulthard fu ingaggiato dal nuovo team Red Bull (erede della Jaguar) con un contratto di un anno che si dice avesse una buona parte dell'ingaggio legata ai punti conquistati. La giovane scuderia beneficiò dell'arrivo di Coulthard, conquistando una serie regolare di buoni piazzamenti, e per questo motivo estese per la stagione 2006 il contratto del pilota scozzese, che grazie anche alla sua notevole esperienza ha regolarmente staccato i due giovani compagni di squadra, Christian Klien e Vitantonio Liuzzi.

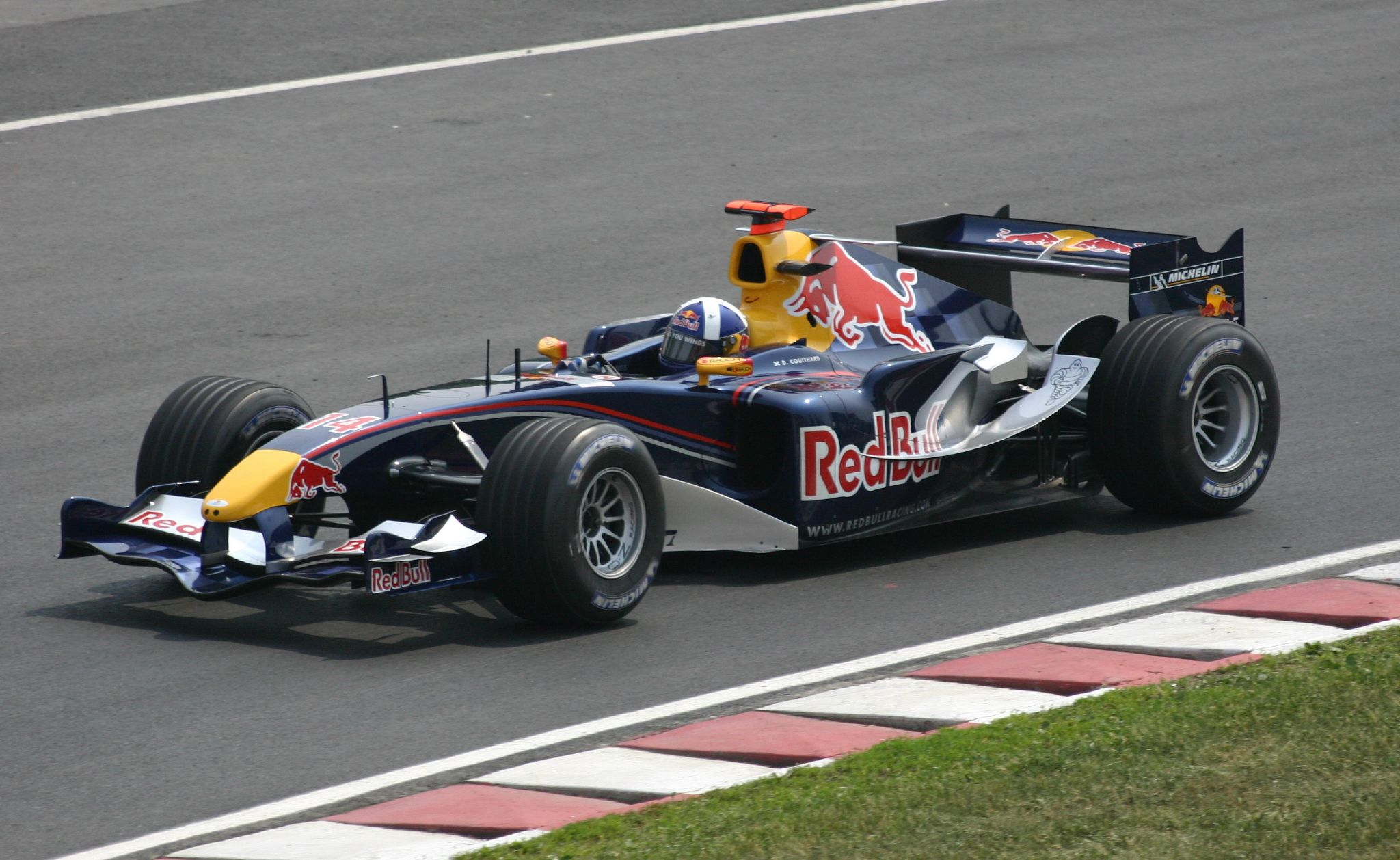
Coulthard su Red Bull nel 2005

Nella stagione 2006 la Red Bull con motore Ferrari sembrava destinata a pochi acuti, ma al Gran Premio di Monaco Coulthard riesce a cogliere il primo podio della scuderia con un 3º posto proprio nella sua 200ª gara disputata.
Anche nella stagione 2007 lo scozzese è sulla Red Bull, ma come compagno di squadra ha l'australiano Mark Webber; questa coppia è confermata anche per la stagione successiva.
Il 2008 non inizia in maniera molto positiva, ma in un rocambolesco Gran Premio del Canada, alla guida della sua Red Bull, ottiene il terzo posto, tornando sul podio dopo due anni. Nel corso della stagione il pilota scozzese conferma che al termine della stagione 2008 si ritirerà dalle corse. In Brasile, il 2 novembre 2008, conclude la sua ultima gara alla seconda curva del tracciato a causa di un tamponamento avvenuto con la Williams di Kazuki Nakajima.
Per i primi quattro appuntamenti del campionato 2009, Australia, Malesia, Cina e Bahrein, lo scozzese è stato indicato come pilota di riserva al posto del neozelandese Brendon Hartley, che non ha ottenuto la superlicenza.

## Risultati completi
| 1994 | Scuderia | Vettura |  |  |  |  |     |   |  |   |     |     |   |   |   |  |  |  |  |  |  | Punti | Pos. |
| ---- | -------- | ------- |  |  |  |  | --- | - |  | - | --- | --- | - | - | - |  |  |  |  |  |  | ----- | ---- |
| 1994 | Williams | FW16    |  |  |  |  | Rit | 5 |  | 5 | Rit | Rit | 4 | 6 | 2 |  |  |  |  |  |  | 14    | 8º   |

| 1995 | Scuderia | Vettura |   |     |   |     |     |     |   |   |   |   |     |     |   |   |   |     |     |  |  | Punti | Pos. |
| ---- | -------- | ------- | - | --- | - | --- | --- | --- | - | - | - | - | --- | --- | - | - | - | --- | --- |  |  | ----- | ---- |
| 1995 | Williams | FW17    | 2 | Rit | 4 | Rit | Rit | Rit | 3 | 3 | 2 | 2 | Rit | Rit | 1 | 3 | 2 | Rit | Rit |  |  | 49    | 3º   |

| 1996 | Scuderia | Vettura |     |     |   |   |     |   |     |   |   |   |   |     |     |     |    |   |  |  |  | Punti | Pos. |
| ---- | -------- | ------- | --- | --- | - | - | --- | - | --- | - | - | - | - | --- | --- | --- | -- | - |  |  |  | ----- | ---- |
| 1996 | McLaren  | MP4/11  | Rit | Rit | 7 | 3 | Rit | 2 | Rit | 4 | 6 | 5 | 5 | Rit | Rit | Rit | 13 | 8 |  |  |  | 18    | 7º   |

| 1997 | Scuderia | Vettura |   |    |     |     |     |   |   |   |   |     |     |     |   |   |     |    |   |  |  | Punti | Pos. |
| ---- | -------- | ------- | - | -- | --- | --- | --- | - | - | - | - | --- | --- | --- | - | - | --- | -- | - |  |  | ----- | ---- |
| 1997 | McLaren  | MP4/12  | 1 | 10 | Rit | Rit | Rit | 6 | 7 | 7 | 4 | Rit | Rit | Rit | 1 | 2 | Rit | 10 | 2 |  |  | 36    | 3º   |

| 1998 | Scuderia | Vettura |   |   |   |   |   |     |     |   |     |   |   |   |   |     |   |   |  |  |  | Punti | Pos. |
| ---- | -------- | ------- | - | - | - | - | - | --- | --- | - | --- | - | - | - | - | --- | - | - |  |  |  | ----- | ---- |
| 1998 | McLaren  | MP4-13  | 2 | 2 | 6 | 1 | 2 | Rit | Rit | 6 | Rit | 2 | 2 | 2 | 7 | Rit | 3 | 3 |  |  |  | 56    | 3º   |

| 1999 | Scuderia | Vettura |     |     |   |     |   |   |     |   |   |   |   |   |   |     |     |     |  |  |  | Punti | Pos. |
| ---- | -------- | ------- | --- | --- | - | --- | - | - | --- | - | - | - | - | - | - | --- | --- | --- |  |  |  | ----- | ---- |
| 1999 | McLaren  | MP4/14  | Rit | Rit | 2 | Rit | 2 | 7 | Rit | 1 | 2 | 5 | 2 | 1 | 5 | Rit | Rit | Rit |  |  |  | 48    | 4º   |

| 2000 | Scuderia | Vettura |     |    |   |   |   |   |   |   |   |   |   |   |   |     |   |   |   |  |  | Punti | Pos. |
| ---- | -------- | ------- | --- | -- | - | - | - | - | - | - | - | - | - | - | - | --- | - | - | - |  |  | ----- | ---- |
| 2000 | McLaren  | MP4/15  | Rit | SQ | 3 | 1 | 2 | 3 | 1 | 7 | 1 | 2 | 3 | 3 | 4 | Rit | 5 | 3 | 2 |  |  | 73    | 3º   |

| 2001 | Scuderia | Vettura |   |   |   |   |   |   |   |     |   |   |     |     |   |   |     |   |   |  |  | Punti | Pos. |
| ---- | -------- | ------- | - | - | - | - | - | - | - | --- | - | - | --- | --- | - | - | --- | - | - |  |  | ----- | ---- |
| 2001 | McLaren  | MP4-16  | 2 | 3 | 1 | 2 | 5 | 1 | 5 | Rit | 3 | 4 | Rit | Rit | 3 | 2 | Rit | 3 | 3 |  |  | 65    | 2º   |

| 2002 | Scuderia | Vettura |     |     |   |   |   |   |   |   |     |    |   |   |   |   |   |   |     |  |  | Punti | Pos. |
| ---- | -------- | ------- | --- | --- | - | - | - | - | - | - | --- | -- | - | - | - | - | - | - | --- |  |  | ----- | ---- |
| 2002 | McLaren  | MP4-17  | Rit | Rit | 3 | 6 | 3 | 6 | 1 | 2 | Rit | 10 | 3 | 5 | 5 | 4 | 7 | 3 | Rit |  |  | 41    | 5º   |

| 2003 | Scuderia | Vettura |   |     |   |   |     |   |   |     |    |   |   |   |   |     |     |   |  |  |  | Punti | Pos. |
| ---- | -------- | ------- | - | --- | - | - | --- | - | - | --- | -- | - | - | - | - | --- | --- | - |  |  |  | ----- | ---- |
| 2003 | McLaren  | MP4-17D | 1 | Rit | 4 | 5 | Rit | 5 | 7 | Rit | 15 | 5 | 5 | 2 | 5 | Rit | Rit | 3 |  |  |  | 51    | 7º   |

| 2004 | Scuderia | Vettura |   |   |     |    |    |     |     |   |   |   |   |   |   |   |   |   |     |    |  | Punti | Pos. |
| ---- | -------- | ------- | - | - | --- | -- | -- | --- | --- | - | - | - | - | - | - | - | - | - | --- | -- |  | ----- | ---- |
| 2004 | McLaren  | MP4-19  | 8 | 6 | Rit | 12 | 10 | Rit | Rit | 6 | 7 | 6 | 7 | 4 | 9 | 7 | 6 | 9 | Rit | 11 |  | 24    | 10º  |

| 2005 | Scuderia | Vettura |   |   |   |    |   |     |   |   |    |    |    |   |     |   |    |     |     |   |   | Punti | Pos. |
| ---- | -------- | ------- | - | - | - | -- | - | --- | - | - | -- | -- | -- | - | --- | - | -- | --- | --- | - | - | ----- | ---- |
| 2005 | Red Bull | RB1     | 4 | 6 | 8 | 11 | 8 | Rit | 4 | 7 | NP | 10 | 13 | 7 | Rit | 7 | 15 | Rit | Rit | 6 | 9 | 24    | 12º  |

| 2006 | Scuderia | Vettura |    |     |   |     |     |    |   |    |   |   |   |    |   |    |    |   |     |     |  | Punti | Pos. |
| ---- | -------- | ------- | -- | --- | - | --- | --- | -- | - | -- | - | - | - | -- | - | -- | -- | - | --- | --- |  | ----- | ---- |
| 2006 | Red Bull | RB2     | 10 | Rit | 8 | Rit | Rit | 14 | 3 | 12 | 8 | 7 | 9 | 11 | 5 | 15 | 12 | 9 | Rit | Rit |  | 14    | 13º  |

| 2007 | Scuderia | Vettura |     |     |     |   |    |     |     |    |    |   |    |    |     |     |   |   |   |  |  | Punti | Pos. |
| ---- | -------- | ------- | --- | --- | --- | - | -- | --- | --- | -- | -- | - | -- | -- | --- | --- | - | - | - |  |  | ----- | ---- |
| 2007 | Red Bull | RB3     | Rit | Rit | Rit | 5 | 14 | Rit | Rit | 13 | 11 | 5 | 11 | 10 | Rit | Rit | 4 | 8 | 9 |  |  | 14    | 10º  |

| 2008 | Scuderia | Vettura |     |   |    |    |   |     |   |   |     |    |    |    |    |    |   |     |    |     |  | Punti | Pos. |
| ---- | -------- | ------- | --- | - | -- | -- | - | --- | - | - | --- | -- | -- | -- | -- | -- | - | --- | -- | --- |  | ----- | ---- |
| 2008 | Red Bull | RB4     | Rit | 9 | 18 | 12 | 9 | Rit | 3 | 9 | Rit | 13 | 11 | 17 | 11 | 16 | 7 | Rit | 10 | Rit |  | 8     | 16º  |

| Legenda | 1º posto     | 2º posto | 3º posto    | A punti         | Senza punti/Non class.  | Grassetto – Pole position Corsivo – Giro più veloce |
| Legenda | Squalificato | Ritirato | Non partito | Non qualificato | Solo prove/Terzo pilota | Grassetto – Pole position Corsivo – Giro più veloce |

### 2010-2012: DTM
Nel 2010, oltre a prendere parte alla Mille Miglia di Brescia insieme a Mika Häkkinen con una Mercedes-Benz 300 SLR, Coulthard ritorna a correre esordendo nella DTM con la Mercedes del team Mücke Motorsport sponsorizzata Deutsche Post. Nonostante qualche exploit, come il terzo posto in griglia nella penultima gara ad Adria, il pilota scozzese ottenne risultati deludenti conquistando solo un punto ottenuto con l'ottavo posto a Shanghai nell'ultima gara della stagione.
Tuttavia lo stesso team tedesco lo riconferma anche per la stagione 2011 che termina con un solo punto, come l'anno precedente.
Nel 2012, sempre con la stessa squadra, ottiene un punto nella prima gara e sul circuito del Norisring ottiene un sorprendente 5º posto. Il 18 ottobre, prima dell'ultima prova del campionato, annuncia il suo ritiro dalle competizioni a fine stagione.

## Cronista sportivo e altre attività
Dopo la Formula 1 e il DTM, Coulthard è ora inviato della TV inglese SkySportF1 sulla griglia di partenza, commentatore e inviato per interviste ai piloti. Scrive anche per la rivista F1 Racing.
Nel 2022 ha fondato, insieme all'imprenditore e filantropo ceco Karel Komárek, il progetto "More than Equal", il cui obiettivo è individuare e formare una potenziale campionessa mondiale di Formula 1.

## Casco
Coulthard correva con un casco che ricordava la bandiera scozzese (con la croce di Sant'Andrea ben visibile sull'alto del casco). Negli anni passati alla McLaren venne aggiunto un anello bianco, che circondava la croce sull'alto del casco.
Nel Gran Premio di Monaco 1996 il pilota scozzese disputò la gara con un casco prestatogli dal campione del mondo in carica Michael Schumacher, poiché la visiera del suo si appannava di continuo. Curiosamente in quell'occasione Coulthard ottenne il suo miglior risultato stagionale, piazzandosi secondo.